# Handball-Regionalliga Nord (Frauen) 2024/25
Die Regionalliga Nord (Frauen) 2024/25 wurde unter dem Dach der Handballverbände Hamburg und Schleswig-Holstein organisiert. Sie ist die höchste Spielklasse des Verbundes und wird hinter der 3. Liga als vierthöchste Spielklasse im deutschen Ligensystem eingestuft. Die Regionalliga Nord ersetzte die bisherige Handball-Oberliga Hamburg/Schleswig-Holstein.

## Saisonverlauf
Die Handball-Regionalliga Nord 2024/25 war die einundvierzigste Austragung und die erste Saison seit Wiedereinführung der Liga.

### Modus
Die Regionalliga Nord bestand in dieser Saison eingleisig aus 14 Mannschaften. Im Verlaufe der Saison traten die Frauenteams in einer Hin- und Rückrunde gegeneinander an. Nach Abschluss der daraus resultierenden Spieltage qualifizierte sich der Meister für die Aufstiegsrelegation zur 3. Liga (Frauen). Es stiegen so viele Mannschaften ab (maximal vier), bis die Staffelstärke von 14 Teams incl. den Aufsteigern aus den Landesverbänden und möglichen Absteigern aus der 3. Liga erreicht war. Am Ende der Saison galt bei Punktegleichheit der direkte Vergleich.

## Teilnehmer
Nicht mehr dabei sind die Auf- und Absteiger der Vorsaison. Neu hinzukamen die Absteiger (A) von der 3. Liga und die Aufsteiger (N) aus den Verbandsligen.

### Abschlusstabelle
|     | Mannschaft                   | Sp | Pkte  |
| --- | ---------------------------- | -- | ----- |
| 1.  | SG Todesfelde/Leezen (A)     | 26 | 50:2  |
| 2.  | HT Norderstedt (A)           | 26 | 44:8  |
| 3.  | HSG Eider Harde              | 26 | 42:10 |
| 4.  | HL Buchholz 08-Rosengarten 2 | 26 | 36:16 |
| 5.  | HG Owschlag-Kropp-Tetenhusen | 26 | 33:19 |
| 6.  | HSG Tarp-Wanderup            | 26 | 23:29 |
| 7.  | HC Treia/Jübek               | 26 | 22:30 |
| 8.  | ATSV Stockelsdorf            | 26 | 20:32 |
| 9.  | SV Henstedt-Ulzburg 2 (N)    | 26 | 20:32 |
| 10. | Bredstedter TSV1             | 26 | 19:33 |
| 11. | Preetzer TSV1                | 26 | 18:34 |
| 12. | FC St. Pauli                 | 26 | 17:35 |
| 13. | AMTV Hamburg (N)             | 26 | 16:36 |
| 14. | SG Hamburg-Nord              | 26 | 4:48  |

Handballverband Hamburg

Handballverband Schleswig-Holstein

(A) = Absteiger aus der 3. Liga (N) = neu in der Liga, Bei Punktegleichheit galt der direkte Vergleich. 
1Der Bredstedter TSV und der Preetzer TSV meldeten keine Mannschaft für die Regionalliga-Saison 2025/26

## Aufstiegsrelegation zur 3. Liga (Frauen)
Am Ende der Saison wird mit den Regionalligameistern eine Aufstiegsrelegation zur 3. Liga (Frauen) durch den Deutschen Handballbund (DHB) ausgetragen. Dabei werden drei Gruppen in Nord, Mitte und Süd mit je vier Mannschaften gebildet. Jede Gruppe spielt eine Hin- und Rückrunde, wobei sich jeweils die zwei bestplatzierten Teams für die 3. Liga (Frauen) 2025/26 qualifizieren.
In der Nordgruppe treten die Meister der Regionalliga Nord (RL-N), Regionalliga Ostsee-Spree (RL-OS) sowie Meister und Vizemeister der Regionalliga Niedersachsen (RL-NI) gegeneinander an. Da es aus dem Regionalligabereich Ostsee-Spree keine Teilnehmermeldung gab, wird die Gruppe Nord nur aus drei Frauenteams bestehen. Am Ende der Relegation gilt bei Punktgleichheit der direkte Vergleich.

### Gruppe Nord
Die Spiele fanden in der Zeit vom 10./11. Mai bis 21. Juni statt.
|    | Mannschaft                  | Sp | S | U | N | Tore    | Diff. | Pkte |
| -- | --------------------------- | -- | - | - | - | ------- | ----- | ---- |
| 1. | SG Todesfelde/Leezen (RL-N) | 4  | 3 | 0 | 1 | 154:119 | +35   | 6:2  |
| 2. | SFN Vechta (RL-NI 1)        | 4  | 3 | 0 | 1 | 150:132 | +18   | 6:2  |
| 3. | Hannoverscher SC (RL-NI 2)  | 4  | 0 | 0 | 4 | 108:161 | −53   | 0:8  |

 Aufsteiger zur 3. Liga (Frauen) 2025/26.